# 한국우진학교
한국우진학교(韓國又進學校)는 서울특별시 마포구 중동에 소재하는 국립 특수학교이다. 지체 및 중복장애 학생을 위한 교육환경을 만들기 위해 유치원, 초등학교, 중학교, 고등학교, 전공과 과정이 통합된 형태의 학교이다.

## 연혁
- 2000년 3월 1일: 개교